# Gabriela Langa
Gabriela Langa, (Maputo, 16 de Fevereiro de 1980) é uma cantora moçambicana.

## Discografia

### Álbuns[3]
- (2001) 100% Amor e Paixão
- (2005) Felicidade

## Singles
- "Broken Heart" (Single, TOP Label, 2009)
- "Longa Estrada" (Single, TOP Label, 2008)
- "Mina na Wena" (Single, TOP Grupo, 2007)

## Prémios
- BCI Mozambique Music Awards 2013[4]
  - Melhor Vídeo Musical
  - Melhor Música R&B/Soul